# Campionati del mondo di atletica leggera indoor 1995 - Salto in alto maschile
La gara di salto in alto maschile si è tenuta l'11 e il 12 marzo 1995 presso lo stadio Palau Sant Jordi di Barcellona.

## Risultati
Le atlete che superano la misura di 2,26 m (Q) o si trovano nelle prime 12 posizioni in classifica (q) vanno in finale.

### Qualificazioni
Sabato 11 marzo 1995, ore 10:30.

#### Gruppo A
| Pos, | Nome              | Nazionalità | 2,00 | 2,10 | 2,15 | 2,20 | 2,24 | 2,26 | Misura | Note |
| ---- | ----------------- | ----------- | ---- | ---- | ---- | ---- | ---- | ---- | ------ | ---- |
| 1    | Gilmar Mayo       | Colombia    | –    | –    | o    | –    | o    | xo   | 2,26 m | Q    |
| 2    | Stevan Zorić      | Jugoslavia  | –    | –    | o    | o    | xo   | xo   | 2,26 m | Q    |
| 3    | Steve Smith       | Stati Uniti | –    | –    | –    | o    | o    | xxo  | 2,26 m | Q    |
| 4    | Ettore Ceresoli   | Italia      | –    | o    | o    | –    | o    | xxx  | 2,24 m | q    |
| 5    | Dimitrios Kokotis | Grecia      | –    | –    | o    | o    | x–   | xx   | 2,20 m | q    |
| 6    | Gustavo Becker    | Spagna      | –    | –    | o    | xo   | xxx  |      | 2,20 m |      |
| 7    | Ivan Penavić      | Croazia     | o    | o    | xxx  |      |      |      | 2,10 m |      |
| 8    | Hugo Muñoz        | Perù        | –    | xxo  | xxx  |      |      |      | 2,10 m |      |
| 9    | Antonio Pazzaglia | San Marino  | xo   | xxx  |      |      |      |      | 2,00 m |      |
| -    | Rupert Charles    | Dominica    | xxx  |      |      |      |      |      | nm     |      |

#### Gruppo B
| Pos, | Nome                   | Nazionalità | 2,00 | 2,10 | 2,15 | 2,20 | 2,24 | 2,26 | Misura | Note |
| ---- | ---------------------- | ----------- | ---- | ---- | ---- | ---- | ---- | ---- | ------ | ---- |
| 1    | Dalton Grant           | Regno Unito | –    | –    | –    | xo   | o    | –    | 2,24 m | q    |
| 2    | Toni Riepl             | Germania    | –    | –    | xo   | o    | xo   | –    | 2,24 m | q    |
| 3    | Javier Sotomayor       | Cuba        | –    | –    | –    | o    | –    | –    | 2,20 m | q    |
| 3    | Labros Papakostas      | Grecia      | –    | –    | –    | o    | –    | –    | 2,20 m | q    |
| 3    | Ralf Sonn              | Germania    | –    | –    | –    | o    | –    | –    | 2,20 m | q    |
| 3    | Steinar Hoen           | Norvegia    | –    | –    | –    | o    | –    | –    | 2,20 m | q    |
| 3    | Håkon Särnblom         | Norvegia    | –    | –    | –    | o    | –    | –    | 2,20 m | q    |
| 8    | Tony Barton            | Stati Uniti | –    | –    | o    | o    | –    | –    | 2,20 m | q    |
| 9    | Brendan Reilly         | Regno Unito | –    | –    | xo   | xo   | xxx  |      | 2,20 m |      |
| 10   | Eugen-Cristian Popescu | Romania     | –    | –    | o    | xxo  | xxx  |      | 2,20 m |      |
| 11   | Oleg Zhukovskiy        | Bielorussia | –    | –    | xo   | xxx  |      |      | 2,15 m |      |

### Finale
| Record mondiale       | Javier Sotomayor | 2,43 m | Budapest  | 4 marzo 1989    |
| Record dei Campionati | Javier Sotomayor | 2,43 m | Budapest  | 4 marzo 1989    |
| Capolista stagionale  | Sorin Matei      | 2,38 m | Wuppertal | 5 febbraio 1995 |

Domenica 12 marzo 1995, ore 18:00.
| Pos     | Atleta            | Nazionalità | 2,15 | 2,20 | 2,24 | 2,28 | 2,32 | 2,35 | 2,38 | 2,41 | 2,44 | Risultato |
| ------- | ----------------- | ----------- | ---- | ---- | ---- | ---- | ---- | ---- | ---- | ---- | ---- | --------- |
| Oro     | Javier Sotomayor  | Cuba        | –    | –    | o    | –    | o    | o    | o    | –    | xxx  | 2,38 m    |
| Argento | Labros Papakostas | Grecia      | –    | o    | o    | xo   | xo   | xo   | x–   | xx   |      | 2,35 m    |
| Bronzo  | Tony Barton       | Stati Uniti | –    | o    | o    | o    | o    | xxx  |      |      |      | 2,32 m    |
| 4       | Steinar Hoen      | Norvegia    | –    | –    | o    | –    | xo   | xxx  |      |      |      | 2,32 m    |
| 5       | Ralf Sonn         | Germania    | –    | o    | o    | o    | xxx  |      |      |      |      | 2,28 m    |
| 6       | Stevan Zorić      | Jugoslavia  | –    | o    | o    | xo   | xxx  |      |      |      |      | 2,28 m    |
| 7       | Steve Smith       | Stati Uniti | –    | xo   | xo   | xo   | xxx  |      |      |      |      | 2,28 m    |
| 8       | Dalton Grant      | Regno Unito | –    | o    | o    | xxo  | xx–  | x    |      |      |      | 2,28 m    |
| 8       | Ettore Ceresoli   | Italia      | o    | o    | o    | xxo  | xx   |      |      |      |      | 2,28 m    |
| 10      | Håkon Särnblom    | Norvegia    | –    | –    | o    | –    | xxx  |      |      |      |      | 2,24 m    |
| 10      | Gilmar Mayo       | Colombia    | o    | –    | o    | xxx  |      |      |      |      |      | 2,24 m    |
| 12      | Toni Riepl        | Germania    | o    | o    | xxo  | xxx  |      |      |      |      |      | 2,24 m    |
| 13      | Dimitrios Kokótis | Grecia      | –    | o    | xx–  | x    |      |      |      |      |      | 2,20 m    |

### Classifica
| Pos.    | Atleta            | Età | Nazione     | Misura | Note                          |
| ------- | ----------------- | --- | ----------- | ------ | ----------------------------- |
| Oro     | Javier Sotomayor  | 27  | Cuba        | 2,38 m |                               |
| Argento | Labros Papakostas | 25  | Grecia      | 2,35 m | Record nazionale              |
| Bronzo  | Tony Barton       | 25  | Stati Uniti | 2,32 m | Miglior prestazione personale |
| 4       | Steinar Hoen      | 24  | Norvegia    | 2,32 m |                               |
| 5       | Ralf Sonn         | 28  | Germania    | 2,28 m |                               |
| 6       | Stevan Zorić      | 23  | Jugoslavia  | 2,28 m |                               |
| 7       | Steve Smith       | 24  | Stati Uniti | 2,28 m | Miglior prestazione personale |
| 8       | Dalton Grant      | 28  | Regno Unito | 2,28 m |                               |
| 8       | Ettore Ceresoli   | 24  | Italia      | 2,28 m | Miglior prestazione personale |
| 10      | Håkon Särnblom    | 29  | Norvegia    | 2,24 m |                               |
| 10      | Gilmar Mayo       | 25  | Colombia    | 2,24 m |                               |
| 12      | Toni Riepl        | 26  | Germania    | 2,24 m |                               |
| 13      | Dimitrios Kokótis | 22  | Grecia      | 2,20 m |                               |